# Porvenir (Uruguay)
Porvenir est une ville et une municipalité de l'Uruguay située dans le département de Paysandú. Sa population est de 1 035 habitants.

## Histoire
La ville a été fondée le 15 juillet 1902.

## Population
| Année | Population |
| ----- | ---------- |
| 1963  | 559        |
| 1975  | 710        |
| 1985  | 734        |
| 1996  | 862        |
| 2004  | 1 035      |

Référence,.

## Gouvernement
Le maire de la ville est Sylvia Scaboni.